# Jean Pecquet

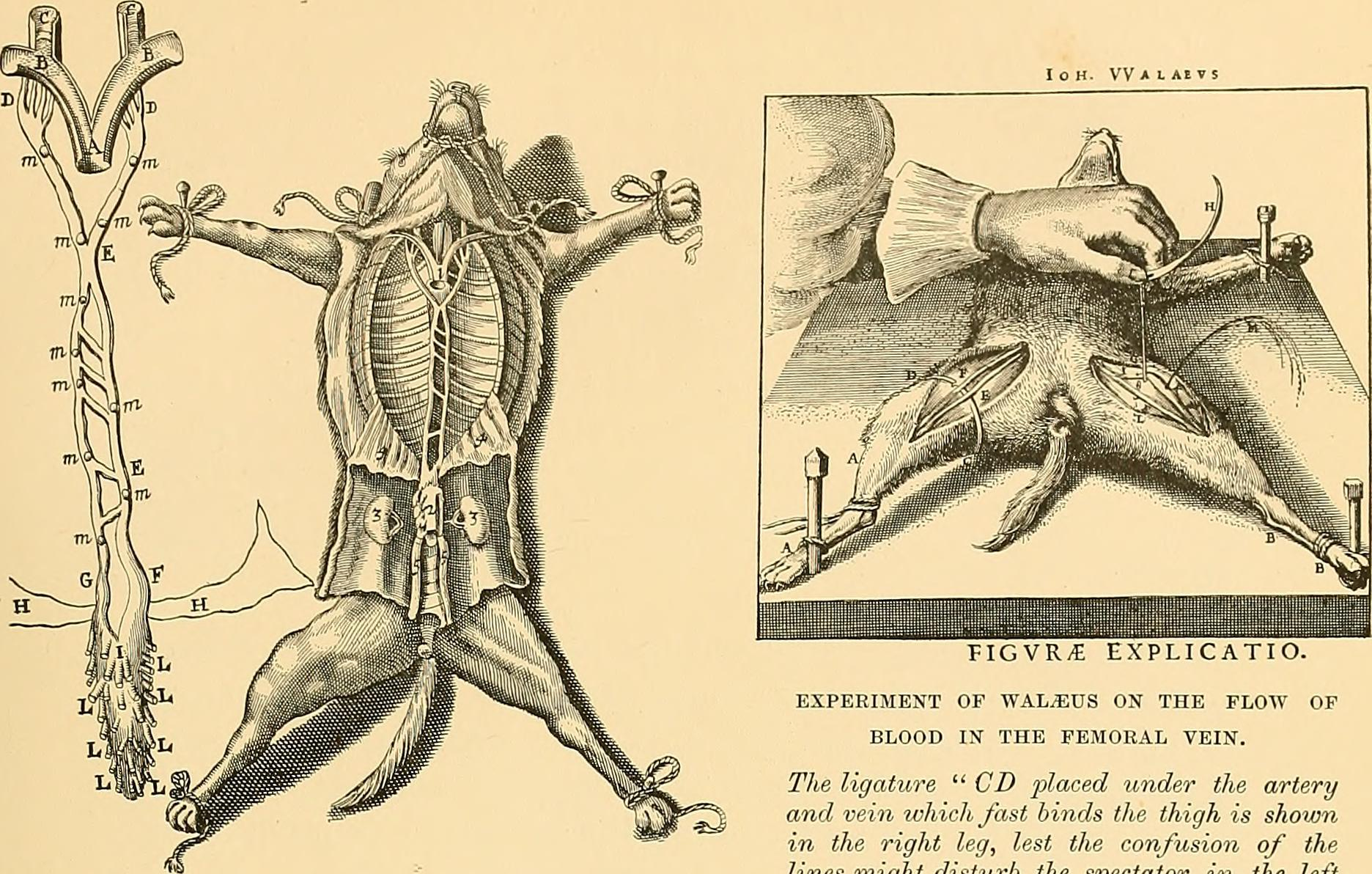
Schautafel mit Hund

Jean Pecquet (* 9. Mai 1622 in Dieppe in der Normandie; † Februar 1674 in Paris) war ein französischer Anatom.

## Biographie
Zu dieser Zeit nicht selbstverständlich, ging Pecquet als Kind auf eine katholische Schule. Danach wurde er auf das Jesuitencolleg in Rouen geschickt. Anschließend suchte er eine Anstellung. Seine erste Dienstherrin war eine Adelige, die ihn 1641 in Dienst nahm. Als diese 1645 nach Paris zog, nahm sie Pecquet mit. Die Dame starb jedoch 1646 und er war deshalb gezwungen, sich einen neuen Dienstherren zu suchen. Der Prior des Collegue de Clermont sorgte dafür, dass ein adeliger Student die Tutorenschaft übernahm, was ihm die finanziellen Mittel für weitere Studien verschaffte. Über Umwege lernte er dann Nicolas Fouquet kennen, der ihn in Dienst nahm und seine weitern Studien ermöglichte. Mit diesem unternahm er unter anderem eine Reise nach Rom und kam 1648 nach Paris zurück.
Sein 1646 in Paris begonnenes Studium der Medizin setzte Pecquet 1651 in Montpellier fort, wo er 1652 promoviert wurde.
Während seines Studiums, 1648, führte er die Obduktion eines lebenden Hundes durch, wobei er den Thorax öffnete. Dabei fiel ihm eine weiße, milchähnliche Flüssigkeit auf, von der er annahm, dass es sich um Lymphflüssigkeit handelte. Er stellte fest, dass die diesen „Milchsaft“ leitenden Strukturen nicht in die Leber münden, sondern in der oberen Hohlvene und in einem Reservoir, der Lendenzisterne (im frankophonen Sprachraum Cisterna de Pecquet), hinter dem Magen enden. In Folge beschrieb er erstmals den von ihm entdeckten Ductus thoracicus und die Unterschiede von Vene und Lymphgefäß.
Weiterhin formulierte er seine Theorien über die Blutaufnahme, Kapillarwirkung und Durchlässigkeit von Gefäßen. Die Forschungsergebnisse veröffentlichte er 1651 unter dem Titel Experimenta Nova Anatomica unter seinem wissenschaftlichen Pseudonym Joannis Pecqueti.
Nach seiner Promotion praktizierte Pecquet in Paris und wurde Arzt der gesellschaftlichen Elite. Er wurde Leibarzt der Marquise de Sévigné.
Im Jahr 1661 wurde Nicolas Fouquet in Haft genommen. Pecquet folgte seinem Herren als Leibarzt in die Bastille bis Februar 1665. Dann wurde Fouquet in das Gefängnis von Pignerol verlegt, und Pecquet wurde angewiesen, sich nach Dieppe zu seiner Schwester zu begeben. Dort sollte er bis auf Weiteres verbleiben. Dieser Aufenthalt sollte ein Jahr dauern, bis der König Ludwig XIV. und der Außenminister Colbert, zu der Feststellung kamen, dass Pecquet keine Schuld seines Herren anzulasten sei. Colbert ging sogar weiter und nominierte ihn 1666 für die Académie des Sciences als Anatom. Jean Pecquet konnte so an den Transfusionsexperimenten der Académie partizipieren. Einige Jahre später, zwischen 1666 und 1670, wurde er zum Leibarzt des Königs ernannt. Damit war ihm eine erhebliche Apanage gesichert. In ihrem Gründungsjahr 1666 wurde er Mitglied der Académie royale des sciences.
Pecquet forschte zusammen mit Edme Mariotte, dem Entdecker des Blinden Flecks, und veröffentlichte mit ihm 1668 die Schrift Nouvelle découverte touchant la veüe.
Er machte auch Versuche mit Quecksilberröhrchen, weil er vermutete, dass der Atmosphärendruck Einfluss auf die Blutzirkulation hat.
Obwohl Pecquet es zu großem Wohlstand brachte und er sogar ein Haus besaß, lebte er selbst in ärmlich zu bezeichnenden Umständen. Sein letztes Domizil war eine Dachwohnung, die aus einer Küche und einem Schlafraum mit Tisch bestand. Den einzigen Luxus, den er sich gönnte, war Wein. Nach seinem Tod, vermutlich als Folge einer Alkoholvergiftung, fand man seinen Weinkeller gefüllt mit über 1.200 Litern Burgunder.
Pecquet war nicht verheiratet und hatte auch keine Kinder. Deshalb vermachte er den Großteil seines Vermögens seiner Nichte Hélène, der Tochter seiner Schwester. Der Verbleib seiner wissenschaftlichen Unterlagen ist nicht bekannt.

## Schriften
- Experimenta Nova Anatomica. Paris 1651. (English translation, as New Anatomical Experiments, 1653)
- De Circulatione Sanguinis et Chyli Motu. 1653.
- De Thoracicis Lacteis. 1653.
- Nouvelle découverte touchant la veüe, mit Edme Mariotte, 1668.